# District de Winterthour
Le district de Winterthour est un district du canton de Zurich en Suisse.

## Communes
| Nom                 | N° OFS | Population (décembre 2022) |
| ------------------- | ------ | -------------------------- |
| Altikon             | 211    | +000729,                   |
| Brütten             | 213    | +002 161,                  |
| Dägerlen            | 214    | +001 092,                  |
| Dättlikon           | 215    | +000829,                   |
| Dinhard             | 216    | +001 730,                  |
| Elgg                | 294    | +005 071,                  |
| Ellikon an der Thur | 218    | +001 035,                  |
| Elsau               | 219    | +003 707,                  |
| Hagenbuch           | 220    | +001 148,                  |
| Hettlingen          | 221    | +003 118,                  |
| Neftenbach          | 223    | +005 761,                  |
| Pfungen             | 224    | +004 053,                  |
| Rickenbach          | 225    | +002 770,                  |
| Schlatt             | 226    | +000759,                   |
| Seuzach             | 227    | +007 692,                  |
| Turbenthal          | 228    | +005 049,                  |
| Wiesendangen        | 229    | +004 955,                  |
| Winterthour         | 230    | +116 906,                  |
| Zell                | 231    | +006 491,                  |
| Total               | Total  | +176 811,                  |